# Trachypus appendiculatus
Trachypus appendiculatus är en bladmossart som beskrevs av Brotherus 1906. Trachypus appendiculatus ingår i släktet Trachypus och familjen Trachypodaceae. Inga underarter finns listade i Catalogue of Life.